# John Durkin
John Anthony Durkin (Portsmouth (New Hampshire), 29 maart 1936 – Concord (New Hampshire), 16 oktober 2012) was een Amerikaans politicus van de Democratische Partij. 
Durkin was senator voor New Hampshire van 1975 tot 1980. Hij verloor die verkiezing in eerste instantie van de Republiek Louis Wyman, die 355 meer stemmen haalden. Na een door Durkin geëiste hertelling kwam hij echter met een verschil van tien stemmen als winnaar uit de bus. Daarop vroeg op zijn beurt Wyman een hertelling, waaruit vervolgens zou blijken dat niet Durkin, maar hij met twee stemmen verschil had gewonnen. Durkin stapte als laatste redmiddel naar de Senaat, waar eerst de Senate Committee on Rules and Administration tevergeefs over de zaak zou beraadslagen (de stemmen staakten in de uit acht leden samengestelde commissie) en vervolgens de volledige Senaat 3.500 dubieuze stembiljetten onderzocht. De Senaat kwam er echter niet uit en Durkin aanvaardde een voorstel van Wyman voor een herverkiezing. Die zou hij uiteindelijk, inmiddels acht maanden later, met een verschil van 27.000 stemmen winnen.
Durkin overleed op 16 oktober 2012 op 76-jarige leeftijd.
- International Standard Name Identifier: 0000 0003 7321 1338
- Library of Congress Control Number: n81020372
- SNAC: w63f835r
- Biographical Directory of the United States Congress: D000574
- Virtual International Authority File: 30854313
- WorldCat: E39PBJqFKrbhPJRdG7HWWFgR8C